# Campus environnemental de Birkenfeld
 (janvier 2024).
La mise en forme du texte ne suit pas les recommandations de Wikipédia : il faut le « wikifier ».
Les points d'amélioration suivants sont les cas les plus fréquents. Le détail des points à revoir est peut-être précisé sur la page de discussion.
- Les titres sont pré-formatés par le logiciel. Ils ne sont ni en capitales, ni en gras.
- Le texte ne doit pas être écrit en capitales (les noms de famille non plus), ni en gras, ni en italique, ni en « petit »…
- Le gras n'est utilisé que pour surligner le titre de l'article dans l'introduction, une seule fois.
- L'italique est rarement utilisé : mots en langue étrangère, titres d'œuvres, noms de bateaux, etc.
- Les citations ne sont pas en italique mais en corps de texte normal. Elles sont entourées par des guillemets français : « et ».
- Les listes à puces sont à éviter, des paragraphes rédigés étant largement préférés. Les tableaux sont à réserver à la présentation de données structurées (résultats, etc.).
- Les appels de note de bas de page (petits chiffres en exposant, introduits par l'outil «  Source ») sont à placer entre la fin de phrase et le point final[comme ça].
- Les liens internes (vers d'autres articles de Wikipédia) sont à choisir avec parcimonie. Créez des liens vers des articles approfondissant le sujet. Les termes génériques sans rapport avec le sujet sont à éviter, ainsi que les répétitions de liens vers un même terme.
- Les liens externes sont à placer uniquement dans une section « Liens externes », à la fin de l'article. Ces liens sont à choisir avec parcimonie suivant les règles définies. Si un lien sert de source à l'article, son insertion dans le texte est à faire par les notes de bas de page.
- La présentation des références doit suivre les conventions bibliographiques. Il est recommandé d'utiliser les modèles {{Ouvrage}}, {{Chapitre}}, {{Article}}, {{Lien web}} et/ou {{Bibliographie}}. Le mode d'édition visuel peut mettre en forme automatiquement les références.
- Insérer une infobox (cadre d'informations à droite) n'est pas obligatoire pour parachever la mise en page.

Pour une aide détaillée, merci de consulter Aide:Wikification.
Si vous pensez que ces points ont été résolus, vous pouvez retirer ce bandeau et améliorer la mise en forme d'un autre article.
Le Campus environnemental Birkenfeld (UCB) est un site externe de l'Université des sciences appliquées de Trèves avec environ 1 800 étudiants, 289 employés et 59 professeurs et est situé à environ cinq kilomètres au sud de la ville de Birkenfeld, dans la vallée supérieure de la Nahe, dans la localité de Neubrücke de la commune de Hoppstädten-Weiersbach.

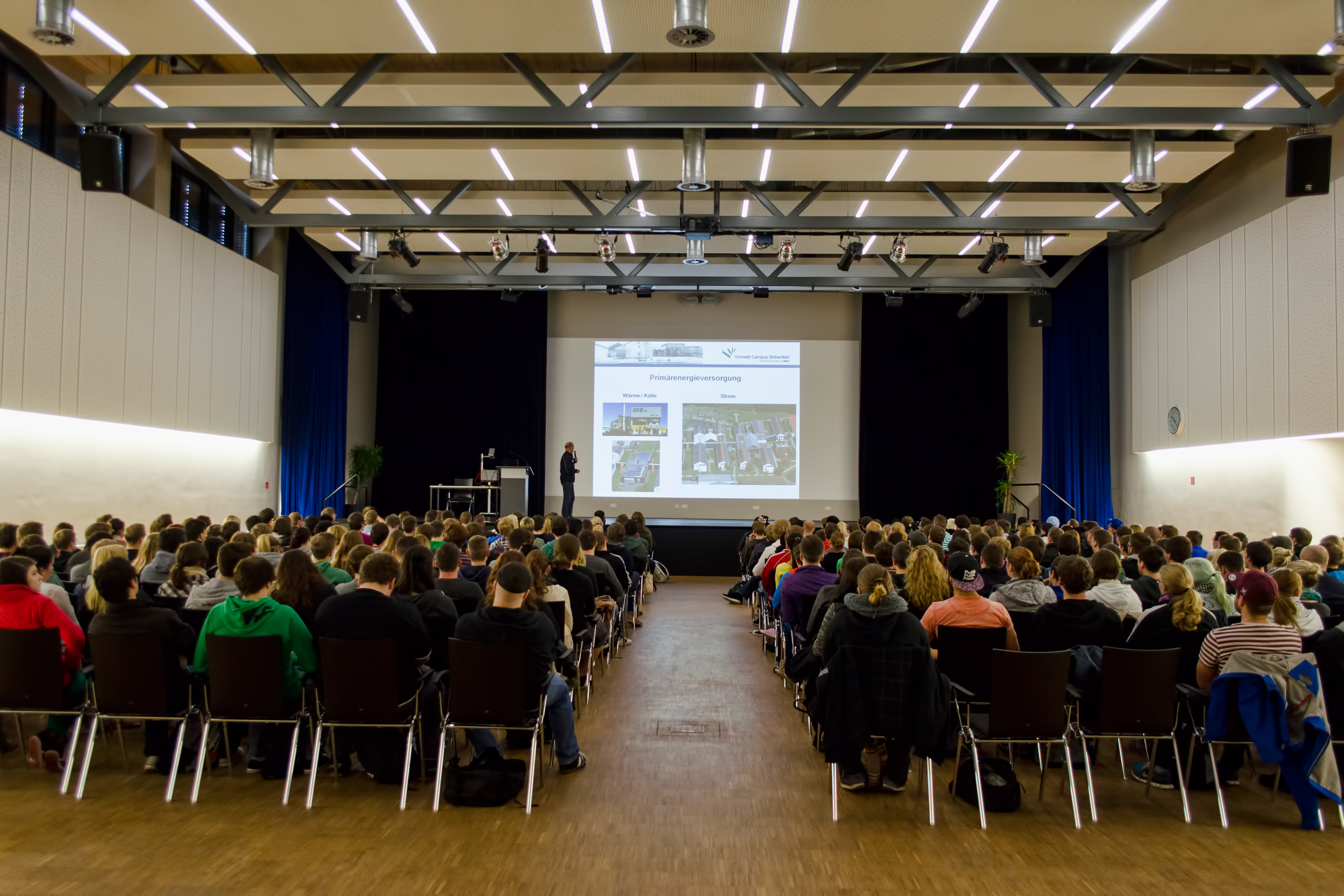
Grande salle du bâtiment de la communication

Sur le plan organisationnel, l'UCB est divisé en deux départements : économie de l'environnement/droit de l'environnement et planification environnementale/technologie environnementale. Le premier département regroupe les filières principalement orientées vers l'économie et le droit, tandis que le second regroupe les filières plus techniques. L'UCB abrite huit instituts et cinq centres de compétences (qui fonctionnent de manière similaire aux instituts), ainsi que d'autres projets de recherche et initiatives étudiantes. Le campus, avec ses huit résidences, permet de vivre, d'étudier et de travailler ensemble en un même lieu. Le campus environnemental de Birkenfeld est le seul site universitaire allemand à être exclusivement approvisionné en énergies renouvelables, par exemple pour l'électricité et le chauffage.

## Histoire

### Hôpital militaire (1952-1994)
Le 98th General Hospital est construit à proximité du plus grand site américain de Baumholder, à Neubrücke, aujourd'hui une partie de la commune locale de Hoppstädten-Weiersbach. Le site hospitalier de 44 ha ouvre en 1952 et dispose alors de 1 000 lits ainsi que de divers services médicaux spécialisés, notamment de chirurgie, de dentisterie, d'orthopédie, de radiologie, de rééducation et d'ophtalmologie. Des années 1970 jusqu'en 1984, l'hôpital ferme pour des raisons de coûts, après quoi il est conservé pour une utilisation ultérieure. Le complexe de bâtiments principal s'étendait des deux côtés en forme de peigne autour d'un couloir central orienté est-ouest ; l'appendice sud abritait des installations de service (casino, supermarché, cinéma, église) et l'appendice nord, du moins ces dernières années, un cabinet de dentiste. Dans la partie est, il y avait des quartiers pour les équipes, et à l'ouest, dans les bâtiments isolés, une école primaire et des immeubles d'habitation. Au sud, à proximité de la voie ferrée, il y avait des entrepôts/dépôts de marchandises qui ont été utilisés jusque dans les années 1990 pour verrouiller le mobilier de l'hôpital. En 1994, les Américains abandonnent définitivement l’hôpital et les bâtiments restent vides jusqu’en 1996. Les vastes installations ferroviaires de l'armée destinées aux trains-hôpitaux sont désormais supprimées.

### Campus environnemental de Birkenfeld (depuis 1996)
Le campus environnemental de Birkenfeld, en tant que site externe de l'université des sciences appliquées de Trèves, est construit en 1996 sur le site de l'ancien hôpital militaire américain à l'initiative de l'ancien Landrat de l'arrondissement de Birkenfeld, Ernst Theilen. L'UCB est devenu un projet de reconversion exemplaire dans le Hunsrück, car il a permis de réutiliser un site abandonné par les forces armées américaines. Le site et les bâtiments ont été rénovés et aménagés dans les années 1990. Certains bâtiments américains et une école primaire étaient encore utilisés jusqu'à fin 2009. L'église située sur le site a été utilisée jusqu'à la fin du siècle dernier. Le complexe cinématographique a longtemps servi de salle de conférence avec des activités cinématographiques étudiantes et le magasin de détail américain a existé jusqu'en 2009. En 2010, le complexe immobilier a été démoli pour construire un bâtiment de communication avec une salle polyvalente, des salles de séminaires et de répétition pour groupes, ainsi qu'une garderie sur le même site, ouverte en 2012. Les bâtiments d’UCB portent encore aujourd’hui des « numéros de maison américains » à quatre chiffres.
En janvier 2008, le campus environnemental de Birkenfeld a reçu le titre de « Lieu choisi 2008 ». Cela signifie que le campus fait officiellement partie des « 365 lieux au pays des idées » récompensés par l'initiative « Allemagne – Pays des idées » et son partenaire de projet Deutsche Bank. L'Université de Trèves et son campus environnemental de Birkenfeld faisaient partie des quelque 1 500 sites qui ont participé au concours. En décembre 2021, le campus environnemental était classé 6e au classement mondial GreenMetric et reste 1er au niveau national pour la cinquième année consécutive. En juin 2021, il est désigné « Fairtrade University » pour la mise en œuvre de la stratégie interne de développement durable de l'université et en tant que modèle de responsabilité sociale.

## Filières d'études
Les deux départements de l'UCB proposent les programmes de licence et de master (en partie en alternance) suivants :

### Programmes de licence
- Informatique appliquée et intelligence artificielle (B.Sc.)
- Sciences naturelles et technologies appliquées (B.Eng.)
- Génie bio et pharmaceutique (B.Sc.)
- Génie biologique et des processus / Génie des processus (B.Eng.)
- Génie bio, environnemental et des processus (B.Eng.)
- Fabrication de médicaments biopharmaceutiques (B.Eng.)
- Énergies renouvelables (B.Sc.)
- Génie mécanique – Développement de produits et planification technique (B.Eng.)
- Informatique des médias (B.Sc.)
- Gestion durable des ressources (BA)
- Gestion des organisations à but non lucratif et des ONG (BA)
- Génie physique (B.Eng.)
- Technologie de production (B.Eng.)
- Sustainable Business and Technology (B.Eng.)
- Administration de l'environnement et des affaires (BA)
- Informatique environnementale et commerciale (B.Sc.)
- Génie industriel/planification environnementale (B.Sc.)
- Droit des affaires et de l'environnement (LL.B.)

### Programmes de master
- Informatique appliquée (M.Sc.)
- Génie bio, pharmaceutique et des processus (M.Eng.)
- Business Administration and Engineering (M.Sc.)
- Développement numérique de produits – Génie mécanique (M.Eng.)
- Droit de l'insolvabilité et des procédures de réorganisation (LL.M.)
- Gestion internationale des flux de matières (M.Sc.)
- Gestion internationale des flux de matières (M.Eng.) , double diplôme avec des universités partenaires
- Informatique des médias (M.Sc.)
- Technologie des salles blanches dans la production de médicaments (M.Eng.)
- Sustainable Change – de la connaissance à l'action (MA)
- Environmental and Business Administration (MA), double diplôme possible avec des universités partenaires
- Technologie énergétique axée sur l'environnement (M.Sc.)
- Droit des sociétés et de l'énergie (LL.M.)

## Professeurs connus
- Hubert Schmidt (* 1958), juriste
- Jochen Struwe (* 1956), conseiller en gestion
- Dirk Löhr (* 1964), économiste
- Claudius Marx (* 1959), juriste

## Initiatives étudiantes
Pour les étudiants de première année qui commencent leurs études au semestre d'hiver, les études commencent par des projets appelés Flying Days. Ceux-ci sont organisés par les étudiants du semestre supérieur pour les étudiants du premier semestre. Les premiers peuvent obtenirr des points ECTS pour la gestion des projets Flying Days.
Les étudiants font avancer la certification de l'UCB selon la norme ISO 14001, une norme de gestion environnementale. Chaque année, des étudiants de l'UCB participent à des projets dans le monde entier, par exemple dans le cadre de la Travelling University, qui les a emmenés en Chine, en Pologne, au Brésil et aux États-Unis.
Green Office – Le bureau du développement durable du campus environnemental de Birkenfeld
Dans le but général de renforcer le facteur de durabilité au sein de l'université, le Green Office s'engage en tant que centre de réseau pour les étudiants, les enseignants, le personnel et les acteurs externes. La mise en œuvre s'effectue par le biais d'une gestion globale des connaissances et en tant qu'initiateur d'actions organisées dans un esprit de durabilité.

## Instituts de recherche
Depuis la création du Campus environnemental, un certain nombre d'instituts et de centres de compétences ont été fondés dans le cadre des activités de recherche. Parmi ces institutions, on trouve :
- Institut de gestion appliquée des flux de matières (IfaS)[5]
- Institut des systèmes logiciels en entreprise (ISS)[6]
- Institut de gestion des opérations et de la technologie (IBT)[7]
- Institut de conception de processus biotechniques (IBioPD)[8]
- Institut de génie des microprocédés et de technologie des particules (IMiP)[9]
- Center for Land Research (CLR)[10]
- Institut de Birkenfeld pour la formation et l'assurance qualité en matière d'insolvabilité (BAQI)[11]
- Institut du droit des énergies renouvelables, de l'efficacité énergétique et de la protection du climat (IREK)[12]
- Institut pour la conformité et la gouvernance sociale environnementale (ICESG)[13]
- Institut pour la communication internationale et numérique (InDi)[14]

### Centres de compétences
- Centre de compétence sur les piles à combustible (Fuel Cell Centre de Rhénanie-Palatinat)
- Centre de compétences eGovernment & environnement
- Centre de Compétence « Particules Microstructurées Intelligentes » (KIMP)
- Umberto Competence Center Birkenfeld (UCC)
- Centre de Communication Environnementale du Campus Environnemental (ZUKUC)

## Universités partenaires
- Brésil : université fédérale de Goiás
- Chine : Kunming University, Sichuan University
- Danemark : université technique du Danemark, Kopenhagen, Ålborg Universitetscenter
- Finlande : université Aalto, Helsinki
- France : IUP Metz, Aix-Marseille in Aix-en-Provence, Aix-Marseille in St. Jérome, Ecole Superieur d’Angers, Ecole des Mines d’Albi-Carmaux, université de Bourgogne, ENACOM Ecole de commerce Nantes
- Irlande : Athlone IT, Dundalk IT, Sligo IT, University of Limerick
- Italie : université de Florence, université de Rome « La Sapienza »
- Japon : université de Kōchi, Ritsumeikan Asia Pacific University
- Colombie : Escuela de Ingeniería de Antioquia, Universidad de Medellín
- Liechtenstein : université du Liechtenstein
- Lituanie : université de Klaipėda, LCC International University
- Pays-Bas : Van Hall Institut
- Autriche : Fachhochschule Burgenland
- Pologne : université de Silésie, Katowice
- Portugal : université de Porto
- Suède : Högskolan Dalarna
- Suisse : Hochschule für Wirtschaft in Luzern
- Espagne : université de Salamanque, université de Castille-La Manche
- Turquie : Akdeniz Üniversitesi
- Hongrie : université de Miskolc, Hochschule Kecskemét
- États-Unis : Lander University, Clemson University, Warren-Wilson College, Washington University, Midwestern State University
- Chypre : University of Cyprus

Remarque : La liste des universités partenaires du Campus environnemental Birkenfeld est peut-être obsolète. Une liste mise à jour annuellement des universités partenaires se trouve sur le site internet.

## Accès
Le campus environnemental est accessible via l'embranchement Birkenfeld sur l'autoroute fédérale 62 et la route fédérale 41. La gare de Neubrücke/Nahe, située à proximité immédiate, permet de relier le campus à la ligne de chemin de fer de la vallée de la Nahe (Francfort – Mayence – Bingen – Sarrebruck) toutes les heures.

## Liens web
- Site Internet du Campus environnemental de Birkenfeld
- Site Internet de l'Université de Trèves
- Site Internet du Studierendenwerk de Trèves